# 子音交替
子音交替（しいんこうたい）とは、一つの言語の中で、語の置かれた環境によって（他の語との複合などで）子音が変化する現象。また言語によっては子音が変化することにより、単語が別の単語に変化するなど文法上の機能を持つこともある。子音変異などともいう。
なお、これとは別に、別の関係のある言語・方言の間で対応する単語に子音の違いが見られること（歴史的な子音推移による）を指す場合もある。

## 概要
接合によって接続部の子音が変化する例は多くの言語に見られる。たとえばトルコ語のkitap「本」に所有接辞の-ım「私の」が接合するとkitabım「私の本」となる。ドイツ語やオランダ語、ロシア語やポーランド語などにも同様の現象が見られるが、これらの言語では子音の変化を正書法に反映させないことが多い。
日本語の連濁も子音交替の例である。また音便の一部も子音交替に含めることもできる。
はる＋あめ→はるさめ（春雨）
なども子音交替もしくは子音挿入と考えられる。これらに似た現象はほかの言語にも多くみられる。
ラテン語で、接頭辞の末尾子音が変化する（英語にも contain : compare : correlation などと残る；別にインドネシア語でも類似の現象がある）のも子音交替とされるが、これは後続子音との間の同化による。
ウェールズ語では単数の女性名詞に冠詞や所有形容詞がつくと名詞の語頭子音が変化するという独特の現象がある（merch「少女」、y ferch「その少女」）ため、性の表示という文法機能を兼ねる。特定の文法的条件下で語頭子音が変化する現象はウェールズ語などのケルト諸語の他、西アフリカの諸言語やアメリンド諸語、ニヴフ語、そしてニアス語やバヌアツの諸言語といったオーストロネシア諸語にも見られる。
英語では、名詞の数（knife-knives）や品詞の転換（life-live）などの文法的変化に伴い語尾の子音交替が見られる。
フィンランド語では語幹内の子音交替（子音階梯交替；格語尾の付加に伴う）による格変化が見られる。
似た現象にフランス語などのリエゾン（単独では発音されない子音が母音の後続によって出現する）がある。